# Exclaim!
Exclaim! je kanadský hudební měsíčník. Představuje detailní pohled do nové hudby napříč různými žánry se zvláštním zaměřením na kanadské umělce. Vychází jedenáct čísel ročně, tiskne se přes 100 tisíc výtisků, které jsou prodávány na více než 2600 místech po celé Kanadě. Magazín vznikl v roce 1991, kdy jej založil Ian Danzig. Na webových stránkách časopisu jsou publikovány recenze, rozhovory i profily, jež jsou k nalezené i v tištěné verzi. Každý měsíc web navštíví 211 000 unikátních uživatelů internetu.